# Passiv elektrisk komponent

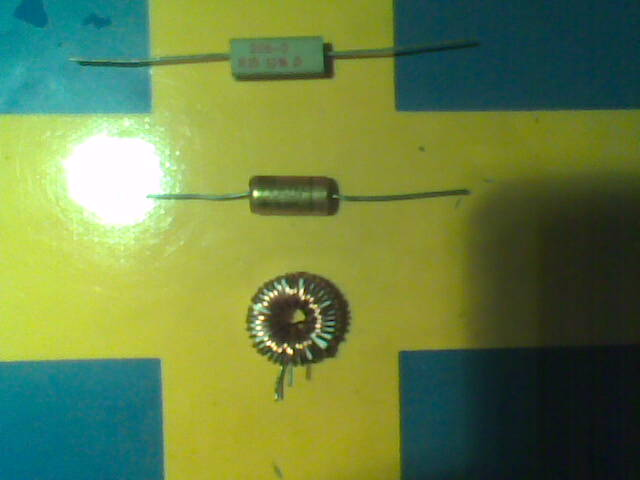
Tre av de fyra passiva komponenterna i tur och ordning. Uppifrån och ned: Resistor, Kondensator och Induktor. Saknas på bild gör Memristorn.

Passiva komponenter är elektriska komponenter som har en inbyggd passiv uppbyggnad dvs. består inte av "aktiva" PN-övergångar eller dylikt.
De grundläggande passiva elektriska komponenterna är:
- Resistor (motstånd)
- Memristor (motstånd)
- Kondensator (kapacitiv komponent)
- Spole (induktiv komponent)

Övriga passiva komponenter är:
- Transformator
- PTC
- NTC
- Varistor

Dioden och zenerdioden är aktiva komponenter då de baseras på dopade substrat och den kvantmekanik det innebär. jω-metoden kan alltid användas för stationära signaler och godtyckliga komponenter då alla periodiska signaler, hur distorderade de än råkar bli av komponenten ifråga, enligt Fourieranalysen kan beskrivas som en viktad summa av diskreta sinusformade signaler (eventuellt med olika fas).